# Rajeev Ram
Rajeev Ram (født 18. marts 1984) er en amerikansk tennisspiller.
Han repræsentere USA under Sommer-OL 2016 i Rio de Janeiro, hvor han vandt sølv i mixeddouble.
Han vandt sølv med Austin Krajicek ved sommer-OL 2024 i Paris.

## Eksterne Henvisninger
- Rajeev Rams profil på Sports-Reference OL-resultater (arkiveret) (engelsk)
- Rajeev Rams profil på Olympedia (engelsk)
- Rajeev Rams profil hos USA's Olympiske Komité
- Rajeev Rams profil hos ATP World Tour (engelsk)
- Rajeev Rams profil hos ITF Tennis (engelsk)
- Rajeev Rams profil hos Davis Cup (engelsk)
- Rajeev Rams profil hos ITF Tennis (engelsk)